# Malăk Preslavets
Malăk Preslavets (bulgariska: Малък Преславец) är ett distrikt i Bulgarien.   Det ligger i kommunen Obsjtina Glavinitsa och regionen Silistra, i den nordöstra delen av landet, 300 km nordost om huvudstaden Sofia.